# Rhacholaemus tsacasi
Rhacholaemus tsacasi là một loài ruồi trong họ Asilidae. Rhacholaemus tsacasi được Londt miêu tả năm 1999. Loài này phân bố ở vùng nhiệt đới châu Phi.